# Волосова Любов Михайлівна
Любов Михайлівна Волосова  (рос. Любовь Михайловна Волосова, 16 серпня 1982, Таштип, Хакаська автономна область, Красноярський край) — російська борчиня вільного стилю, багаторазова призерка чемпіонатів світу, дворазова чемпіонка Європи, призерка Олімпійських ігор. Заслужений майстер спорту з вільної боротьби.

## Життєпис
Народилась в селі Таштип (Хакасія). У 1994 році у 12 років почала займатися спортом у секції вільної боротьби середньої школи № 2. Перший тренер — О. Сагатаєв. Навчалась в Ангарському училищі Олімпійського резерву. Багаторазова призерка чемпіонатів Європи і світу серед юніорів. У 1998 році стала чемпіонкою світу серед кадетів, а у 2002 — чемпіонкою Європи серед юніорів.
У збірній команді Росії з 2001 до 2012 року. У 2001 році, ще перебуваючи в юніорському віці, стала віце-чемпіонкою світу серед дорослих, поступившись японці Сейко Ямамото. У 2004 здобула бронзу на чемпіонаті Європи, а через два роки стала чемпіонкою цих змагань. Повторила цей успіх у 2010 на континентальній першості в Баку. У 2008 удруге стала срібною призеркою чемпіонату світу, знову програвши японській борчині, на цей раз Міо Нішимакі. Наступного року знову програла цій же спортсменці у фіналі чемппіонату світу і втретє здобула титул віце-чемпіонки світової паершості. У 2010 не змогла пробитися до фіналу, поступившись у півфіналі представниці США Олені Пирожковій, тому отримала лише бронзу.
У 2012, ставши другою на Олімпійському кваліфікаційному турнірі в Софії, здобула ліцензію на участь в лондонській Олімпіаді. У фіналі турніру поступилась українці Юлії Остапчук, але на самій Олімпіаді змогла взяти в української спортсменки реванш у чвертьфіналі. У півфіналі Волосова програла представниці Китаю Цзін Жуйсюе, а у поєдинку за бронзову олімпійську медаль взяла верх над Монікою Михалик з Польщі.
З 2004 року живе та тренується в Улан-Уде, Бурятія.
Чемпіонка Росії (2009, 2011 — до 63 кг). Срібна (2008, 2010 — до 63 кг) та бронзова (2007, 2012, 2016 — до 63 кг) призерка чемпіонатів Росії. Виступала за фізкультурно-спортивне товариство «Юність Москви». Тренери — А. В. Бузін, В. М. Зайцев.

## Визнання
- Почесна громадянка міста Улан-Уде (30 серпня 2012).
- Медаль ордена «За заслуги перед Вітчизною» ІІ ступеня (13 серпня 2012).

## Спортивні результати на міжнародних змаганнях

### Виступи на Олімпіадах
| Змагання                    | Збірна | Вагова категорія          | Місце  |
| --------------------------- | ------ | ------------------------- | ------ |
| Літні Олімпійські ігри 2012 | Росія  | жіноча боротьба, до 63 кг | Бронза |

### Виступи на Чемпіонатах світу
| Змагання                        | Збірна | Вагова категорія          | Місце  |
| ------------------------------- | ------ | ------------------------- | ------ |
| Чемпіонат світу з боротьби 2001 | Росія  | жіноча боротьба, до 56 кг | Срібло |
| Чемпіонат світу з боротьби 2006 | Росія  | жіноча боротьба, до 63 кг | 5      |
| Чемпіонат світу з боротьби 2007 | Росія  | жіноча боротьба, до 63 кг | 15     |
| Чемпіонат світу з боротьби 2008 | Росія  | жіноча боротьба, до 63 кг | Срібло |
| Чемпіонат світу з боротьби 2009 | Росія  | жіноча боротьба, до 63 кг | Срібло |
| Чемпіонат світу з боротьби 2010 | Росія  | жіноча боротьба, до 63 кг | Бронза |
| Чемпіонат світу з боротьби 2011 | Росія  | жіноча боротьба, до 63 кг | 17     |

### Виступи на Чемпіонатах Європи
| Змагання                         | Збірна | Вагова категорія          | Місце  |
| -------------------------------- | ------ | ------------------------- | ------ |
| Чемпіонат Європи з боротьби 2004 | Росія  | жіноча боротьба, до 59 кг | Бронза |
| Чемпіонат Європи з боротьби 2006 | Росія  | жіноча боротьба, до 59 кг | Золото |
| Чемпіонат Європи з боротьби 2010 | Росія  | жіноча боротьба, до 63 кг | Золото |

### Виступи на Кубках світу
| Змагання                    | Збірна | Вагова категорія          | Місце  |
| --------------------------- | ------ | ------------------------- | ------ |
| Кубок світу з боротьби 2001 | Росія  | жіноча боротьба, до 56 кг | 7      |
| Кубок світу з боротьби 2002 | Росія  | жіноча боротьба, до 63 кг | 4      |
| Кубок світу з боротьби 2003 | Росія  | жіноча боротьба, до 63 кг | 9      |
| Кубок світу з боротьби 2012 | Росія  | жіноча боротьба, до 63 кг | Бронза |

### Виступи на інших змаганнях
| Змагання                                                    | Збірна | Вагова категорія          | Місце  |
| ----------------------------------------------------------- | ------ | ------------------------- | ------ |
| Klippan Lady Open 2004                                      | Росія  | жіноча боротьба, до 59 кг | Золото |
| Гран-прі Німеччини з боротьби 2007                          | Росія  | жіноча боротьба, до 63 кг | 5      |
| Klippan Lady Open 2008                                      | Росія  | жіноча боротьба, до 63 кг | Бронза |
| Золотий Гран-прі з боротьби 2008                            | Росія  | жіноча боротьба, до 63 кг | Золото |
| Золотий Гран-прі з боротьби 2009                            | Росія  | жіноча боротьба, до 63 кг | Срібло |
| Золотий Гран-прі з боротьби 2010 (Красноярськ)              | Росія  | жіноча боротьба, до 63 кг | Бронза |
| Золотий Гран-прі з боротьби 2011 (Красноярськ)              | Росія  | жіноча боротьба, до 63 кг | Бронза |
| Турнір Олександра Медведя 2011                              | Росія  | жіноча боротьба, до 63 кг | Золото |
| Відкритий чемпіонат Польщі з вільної боротьби 2011          | Росія  | жіноча боротьба, до 63 кг | 5      |
| Золотий Гран-прі з боротьби 2012 (Красноярськ)              | Росія  | жіноча боротьба, до 63 кг | Бронза |
| Київський Міжнародний турнір з боротьби 2012                | Росія  | жіноча боротьба, до 63 кг | Золото |
| Олімпійський кваліфікаційний турнір з боротьби 2012 (Софія) | Росія  | жіноча боротьба, до 63 кг | Срібло |
| Відкритий чемпіонат Польщі з вільної боротьби 2012          | Росія  | жіноча боротьба, до 63 кг | 10     |
| Чемпіонат Росії з вільної боротьби 2016                     | Росія  | жіноча боротьба, до 63 кг | Бронза |

### Виступи на змаганнях молодших вікових груп
| Змагання                                       | Збірна | Вагова категорія          | Місце  |
| ---------------------------------------------- | ------ | ------------------------- | ------ |
| Чемпіонат світу з боротьби серед кадетів 1998  | Росія  | жіноча боротьба, до 56 кг | Золото |
| Чемпіонат світу з боротьби серед кадетів 1999  | Росія  | жіноча боротьба, до 56 кг | 5      |
| Чемпіонат Європи з боротьби серед юніорів 1999 | Росія  | жіноча боротьба, до 58 кг | Срібло |
| Чемпіонат світу з боротьби серед юніорів 1999  | Росія  | жіноча боротьба, до 58 кг | Бронза |
| Чемпіонат Європи з боротьби серед юніорів 2000 | Росія  | жіноча боротьба, до 63 кг | Бронза |
| Чемпіонат світу з боротьби серед юніорів 2000  | Росія  | жіноча боротьба, до 58 кг | Срібло |
| Чемпіонат світу з боротьби серед юніорів 2001  | Росія  | жіноча боротьба, до 58 кг | Срібло |
| Чемпіонат Європи з боротьби серед юніорів 2002 | Росія  | жіноча боротьба, до 63 кг | Золото |